# Кельдиково
Кельди́ково (рос. Кельдыково, удм. Кельдыгурт) — присілок у складі Глазовського району Удмуртії, Росія. 

## Населення
Населення — 18 осіб (2010; 36 в 2002).
Національний склад станом на 2002 рік:
- удмурти — 94 %

## Урбаноніми[3]
- вулиці — Варизька, Кельдиковська